# چهکند (باقران)
چهکند، روستایی است در دهستان باقران از توابع بخش مرکزی شهرستان بیرجند، واقع در استان خراسان جنوبی که بر اساس سرشماری سال ۱۳۸۵ مرکز آمار ایران، جمعیت آن بالغ بر ۸۹۸ نفر بوده‌است.درخت های غالب درروستای چهکند عناب می باشد اب روستا ازطریق قنات و سد چهکندکه مردم محلی به آن بند ژرف می گویند تامین می شود فاصله این روستا تا شهر بیرجند چیزی در حدود۷کیلومتر میباشد